# De Vosholen
De Vosholen (Gronings:  De Vosholen) is een wijk en bevindt zich zowel in de plaats Hoogezand als in de plaats Sappemeer in de gemeente Midden-Groningen in de Nederlandse provincie Groningen. De wijk is onderverdeeld in twee buurten:  De Vosholen-Oost (Sappemeer) en  De Vosholen-West (Hoogezand). De wijk had 1335 bewoners in Hoogezand en 440 in Sappemeer op 1 januari 2018. De Vosholen is tevens de straatnaam van een naastgelegen straat. De straat is waarschijnlijk vernoemd naar de vroegere veenborg Vosholen.

## Bevolkingsopbouw[1]
| Buurten          | Buurten          | Bevolking Aantal inwoners | Geslacht Mannen | Vrouwen | Leeftijdsgroepen 0 tot 15 jaar | 15 tot 25 jaar | 25 tot 45 jaar | 45 tot 65 jaar | 65 jaar of ouder | Burgerlijke staat Ongehuwd | Gehuwd | Gescheiden | Verweduwd |
| Buurten          | Buurten          | aantal                    | aantal          | aantal  | aantal                         | aantal         | aantal         | aantal         | aantal           | aantal                     | aantal | aantal     | aantal    |
| ---------------- | ---------------- | ------------------------- | --------------- | ------- | ------------------------------ | -------------- | -------------- | -------------- | ---------------- | -------------------------- | ------ | ---------- | --------- |
| De Vosholen-West | De Vosholen-West | 1 335                     | 635             | 700     | 410                            | 130            | 480            | 270            | 50               | 765                        | 480    | 65         | 15        |
| De Vosholen-Oost | De Vosholen-Oost | 440                       | 225             | 215     | 85                             | 45             | 85             | 165            | 60               | 175                        | 230    | 15         | 10        |

## Straatnamen
In de Boomgaard refereren straatnamen als Notarisappel en Peppeling aan bekende appelsoorten. De straatnamen in het park, zoals De Polder, De Veiling en De Tuinderij, zijn afgeleid aan het agrarische verleden van het gebied. Hier stond vroeger een kassencomplex. De straatnamen in De Lanen, als Buitenlust en Croonhoven, zijn vernoemd naar bekende Groninger buitenverblijven.
De wijk heeft de volgende straatnamen:
| - Mantelappel - Valkappel - Peppeling - Sterappel - Boomgaard - Peppeling | - Notarisappel - Zoete Kroon - Groninger Kroon - De Polder - De Landerijen - De Veiling | - Vaartwijk - Weerestein - Buitenlust - Wildervanck - De Tuinderij - De Akker |  |

Dorpen: Borgercompagnie · Foxhol · Froombosch · Harkstede · Hellum · Hoogezand · Kiel-Windeweer · Kolham · Kropswolde · Luddeweer · Meeden · Muntendam · Noordbroek · Overschild · Sappemeer · Scharmer · Schildwolde · Siddeburen · Slochteren · Steendam · Tripscompagnie · Tjuchem · Waterhuizen · Westerbroek · Woudbloem · Zuidbroek

Buurtschappen: Achterdiep · Akkereinden · Ayngehorn · Beneden Veensloot · Blokum · Bokhörn · Borgweg · Boven Veensloot (deels) · Bovenhuizen · Bovenstreek · Buitenhuizen · Denemarken · Drukkebuurt · Duurkenakker · Eelshuis · Foxham · Foxholsterbosch · Gaarland · Gaarveen · De Hammen · Den Ham · Hamweg · Heerenlaan · Heidenschap · De Hole · Huisweeren · Jagerswijk · Kalkwijk · Kiel · Klein Harkstede (deels) · Kleinemeer · 't Klooster · Korengarst · Kostverloren · Lageland · Langewijk · Leentjer · Lula · Medumertol · Nieuwe Compagnie · Noordbroeksterhamrik · Noordbroeksterveen · Oosterweeren · Oostwold · Oude Verlaat · De Paauwen · Roeksweer · Ruiten · Schaaphok · Schildland ·  Siddebuursterveen · Spitsbergen · Stootshorn · Tusschenloegen · Tussenklappen · Uiterburen · Uitham · Veendijk · Het Veen · 't Veen · Veenhuizen · Vossenburg · Weereweg · Westeind · Wilderhof · Windeweer · Winkelhoek · Wolfsbarge · De Zanden · Zandwerf · Zuiderveen 

Wijk: Gorecht · Gouden Driehoek · Martenshoek · Meerwijck · Ruitershorn · Rengerspark · Sappemeer-Noord · De Vosholen · Woldwijck · Zuiderpark

Groningen: Steden en dorpen      Nederland: Provincies · Gemeenten